# Кион (Вијена)
Кион (фр. Cuhon) насеље је и општина у западној Француској у региону Поату-Шарант, у департману Вијена која припада префектури Поатје.
По подацима из 2011. године у општини је живело 411 становника, а густина насељености је износила 25,15 становника/km². Општина се простире на површини од 16,34 km². Налази се на средњој надморској висини од 108 метара (максималној 126 m, а минималној 93 m).

## Демографија
| 1962. | 1968. | 1975. | 1982. | 1990. | 1999. | 2011. |
| ----- | ----- | ----- | ----- | ----- | ----- | ----- |
| 406   | 454   | 406   | 390   | 352   | 343   | 411   |

График промене броја становника у току последњих година